# Грузинская фондовая биржа
Грузинская фондовая биржа (груз. საქართველოს საფონდო ბირჟა) — фондовая биржа в Тбилиси, Грузия. Была создана с помощью Агентства  США по международному развитию (USAID) и открыта в 1999 году. Начала выполнять регулярную электронную торговлю начиная с марта 2000 года. На бирже торгуются акции и государственные облигации.
По состоянию на 2011 год на бирже имеют листинг акции 138 компаний. Суммарная капитализация рынка акций биржи составила по итогам 2010 года 1,1 млрд. долларов США.
Средний дневной оборот биржи по состоянию на 2011 год составляет 9949 долларов США .